# Friesella schrottkyi
Friesella é um gênero de abelha sem ferrão presente na região sudeste do Brasil. Existem por volta de 500 espécies de abelhas sem ferrão no mundo catalogadas em diversos gêneros diferentes. Muitas espécies ainda não foram descobertas e outras estão passando por revisões para reenquadrá-las como novas espécies ou pertencentes a outros gêneros.
Existe até o momento 1 espécie de Friesella catalogada, sendo ela:
| Gênero    | Espécie              | Nome popular (se tiver)                     |
| Friesella | Friesella schrottkyi | mirim-preguiça, lambe-suor, abelha-mosquito |